# Juniperus macrocarpa
Juniperus macrocarpa là một loài thực vật hạt trần trong họ Cupressaceae. Loài này được Sm. mô tả khoa học đầu tiên năm 1816.